# WISP
Wireless Internet Service Provider, WISP (z ang. „bezprzewodowy dostawca Internetu”) – firma oferująca usługę bezprzewodowego dostępu do Internetu (przeważnie odpłatnie).
Terminem tym określany jest również tryb pracy routera z wbudowanym punktem dostępowym, polegający na odwróceniu funkcji jego przyłączy. W normalnym trybie pracy takiego routera dostawca Internetu jest podłączony do gniazda typu Ethernet oznaczonego jako WAN, a moduł punktu dostępowego pozwala na bezprzewodowe łączenie się komputerów z routerem (WLAN). Natomiast w trybie WISP, router połączony jest z dostawcą Internetu za pomocą wbudowanego modułu punktu dostępowego tworząc bezprzewodowy most. Natomiast złącza Ethernet służą do podłączenia sieci lokalnej (np. komputerów).